# Syzygium richii
Syzygium richii är en myrtenväxtart som först beskrevs av Asa Gray, och fick sitt nu gällande namn av Elmer Drew Merrill och Lily May Perry. Syzygium richii ingår i släktet Syzygium och familjen myrtenväxter. Inga underarter finns listade i Catalogue of Life.